# 山邑村组
山邑村组是分布于滇东地区的岩石地层单位，系卢衍豪1941年命名的龙王庙组更名而来，层型剖面位于昆明西山龙门下滇池西岸的山邑村龙王庙附近。岩性主要为一套粉晶白云岩夹少量页岩及粉砂岩，底部以一层鲕状粉晶白云岩与乌龙箐组分界，上覆陡坡寺组，时间上属寒武纪第二世第四阶。本组由西向东，页岩增多，厚度增大，一般厚为100~150m。宜良龙肇寺114.95m；马龙小罗贵222.22m。